# 天主教小石城教区

天主教小石城教區（拉丁語：Diocesis Petriculana）是美國一個羅馬天主教教區，屬俄克拉何馬城總教區。
範圍包括阿肯色州全州，教座位於該州州府小石城。2010年有教友106,051人（佔全州人口3.9%）、八十八個堂區、148名司鐸。現任教區主教為安多尼·泰勒。
早於1541年就有西班牙傳教士在阿肯色州活動，1700年11月1日舉行了第一場彌撒聖祭。1834年建立第一座聖堂。1843年11月28日升為教區。